# Griphocosma
Griphocosma là một chi bướm đêm thuộc họ Cosmopterigidae.